# Palčić
Palčić (Troglodytes troglodytes), vrsta malene ptice vrapčarke iz porodice Troglodytidae.

## Opis
Naraste do 10 cm dužine, smeđeg je perja s valovitim tamnijim prugama,a grlo i prsa su svjetlije boje.

## Stanište
Nastanjuje vlažne šume, crnogorične i bjelogorične, gdje god ima gustog grmlja, a svoja gnijezda od mahovine savija po grmlju i ispod korijenja drveća. Živi u gotovo cijeloj Europi, zapadnoj Aziji i sjevernoj Africi.

## Gniježđenje
Gnijezdo od mahovine loptastog je oblika u kojem snese do devet bijelih jaja, a inkubacija traje oko 20 dana.

## Hranjenje
Palčić se hrani kukcima, paucima, grinjama i bobicama.

## Podvrste
1. Troglodytes troglodytes borealis Fischer, 1861
2. Troglodytes troglodytes cypriotes (Bate, 1903)
3. Troglodytes troglodytes dauricus Dybowski & Taczanowski, 1884
4. Troglodytes troglodytes fridariensis Williamson, 1951
5. Troglodytes troglodytes fumigatus Temminck, 1835
6. Troglodytes troglodytes hebridensis Meinertzhagen, R, 1924
7. Troglodytes troglodytes hirtensis Seebohm, 1884
8. Troglodytes troglodytes hyrcanus Zarudny & Loudon, 1905
9. Troglodytes troglodytes idius (Richmond, 1907)
10. Troglodytes troglodytes indigenus Clancey, 1937
11. Troglodytes troglodytes islandicus Hartert, 1907
12. Troglodytes troglodytes juniperi Hartert, 1922
13. Troglodytes troglodytes kabylorum Hartert, 1910
14. Troglodytes troglodytes koenigi Schiebel, 1910
15. Troglodytes troglodytes kurilensis Stejneger, 1889
16. Troglodytes troglodytes magrathi (Whitehead, CHT, 1907)
17. Troglodytes troglodytes mosukei Momiyama, 1923
18. Troglodytes troglodytes neglectus Brooks, 1872
19. Troglodytes troglodytes nipalensis Blyth, 1845
20. Troglodytes troglodytes ogawae Hartert, 1910
21. Troglodytes troglodytes orii †
22. Troglodytes troglodytes pallescens (Ridgway, 1883)
23. Troglodytes troglodytes subpallidus Zarudny & Loudon, 1905
24. Troglodytes troglodytes szetschuanus Hartert, 1910
25. Troglodytes troglodytes taivanus Hartert, 1910
26. Troglodytes troglodytes talifuensis (Sharpe, 1902)
27. Troglodytes troglodytes tianschanicus Sharpe, 1882
28. Troglodytes troglodytes troglodytes (Linnaeus, 1758)
29. Troglodytes troglodytes zagrossiensis Zarudny & Loudon, 1908
30. Troglodytes troglodytes zetlandicus Hartert, 1910

## Galerija
- gnijezdo
- mladi palčić
- gnijezdo u grmlju
- jaja podvrste Troglodytes troglodytes kabylorum
- Cuculus canorus canorus + Troglodytes troglodytes - Museum specimen

## Vanjske poveznice
|  | Zajednički poslužitelj ima stranicu o temi Troglodytes troglodytes    |
|  | Zajednički poslužitelj ima još gradiva o temi Troglodytes troglodytes |
|  | Wikivrste imaju podatke o taksonu Troglodytes troglodytes             |